# Логинов, Виктор Михайлович
Виктор Михайлович Логинов (1938—2009) — советский и российский организатор промышленности и образования, меценат. Доктор педагогических наук (2000), профессор. Лауреат Государственной премии СССР (1991). Герой Социалистического Труда (1991). Заслуженный работник культуры Российской Федерации (1996).

## Биография
Родился 15 февраля 1938 года в посёлке Шипилинск Ширинского района Красноярского края в рабочей семье. Отец - Михаил Иванович - участник советско-финской и Великой Отечественной войны, длительное время числился пропавшим без вести (погиб в бою). Мать - Мария Ефимовна (1913 - 2000), дочь крестьян, переехавших в Сибирь из Смоленской губернии по столыпинской реформе, семья подверглась раскулачиванию. Старшая сестра Екатерина (1934 - 1984), провизор; единоутробная сестра Галина Ивановна Селиверстова (Логинова) (1946 - 2024) - мастер производственного обучения и организатор производства, будущая соратница в деле развития художественно-промышленного образования, Лауреат Премии Правительства РФ в области образования 1996 г.
С 1954 г., ещё обучаясь в средней школе, начал трудовую деятельность. С 1957 г. на службе в Военно-Морском флоте: сначала по призыву радиотелеграфистом, затем до 1960 г. курсант Тихоокеанского высшего военно-морского училища имени С. О. Макарова (отчислен по хрущевскому сокращению Вооруженных Сил). С 1960 по 1966 год проходил обучение в Московском энергетическом институте (факультет промышленной теплоэнергетики - ПТЭФ).
С 1966 г. живет и работает в Гжели: в 1966 - 1969 гг. главный энергетик производственного объединения «Электроизолятор» Министерства электротехнической промышленности СССР. В это же время начинает педагогическую деятельность на заочном отделении Гжельского техникума. С 1969 г. - на Гжельском гончарном заводе: по 1970 г. работал в должности главного инженера, с 1970 по 1972 гг. — директор. После создания в 1972 г. производственного объединения "Гжель" до 1976 г. его главный инженер, в 1976 - 2009 гг. (в течение тридцати трёх лет) - директор, генеральный директор. Под руководством и при непосредственном участии В.М. Логинова возрождался и достиг наивысшего подъёма народный художественный промысел «Гжель». Параллельно по его инициативе в Гжели создается уникальная система непрерывного профессионального образования, призванная обеспечить производство местными кадрами и гарантировать сохранение традиций мастерства.
В 1987 г. объединению "Гжель" подчинен Гжельский силикатно-керамический техникум, с 1989 г. они образуют "учебно-производственный комплекс". В.М. Логинов курирует работу техникума как вышестоящий руководитель, некоторое время (1990 г.) исполнял обязанности его директора, а с 1991 г. полноценно возглавил его по совместительству . 
В 1989 г. под руководством В.М. Логинова совместным приказом Государственного комитета СССР по народному образованию и Министерства местной промышленности РСФСР от 07.12.1989 г. № 896/279  был создан Учебно-культурный производственный центр непрерывного комплексного образования и воспитания (УКПЦ) «Гжель» как экспериментальная форма взаимодействия работодателей с образовательной и социально-культурной сферой. 
В 1991 году Постановлением ЦК КПСС и Совета Министров СССР «за разработку научных основ технологии и внедрение в серийное производство художественной керамики „Гжель“» Виктор Михайлович Логинов был удостоен Государственной премии СССР.
3 апреля 1991 года Указом Президиума Верховного Совета СССР «за особые заслуги в работе по возрождению и развитию русских народных художественных промыслов» Виктор Михайлович Логинов был удостоен звания Героя Социалистического Труда с вручением Ордена Ленина и золотой медали «Серп и Молот».
9 марта 1996 года Указом Президента России «За заслуги в области культуры и многолетнюю плодотворную работу» Виктор Михайлович Логинов был удостоен почётного звания — Заслуженный работник культуры Российской Федерации.
Организатор и с 2002 г. первый ректор, в 2008 - 2009 гг. — президент Гжельского государственного художественно-промышленного института - ГГХПИ (ныне Гжельский государственный университет); единственного в России вуза федерального подчинения, размещенного непосредственно на территории бытования народных промыслов. Активно занимался общественной работой: избирался академиком Международной академии керамики (1998 г.) и Международной академии информатизации (1996 г.), являлся членом Совета Московского фонда мира, Совета Союза дизайнеров, оргкомитета по проведению фестивалей "Юные дарования", "Новые имена" с 1980 г. Соучредитель фонда "Дети Великой Отечественной войны" с 2000 г.
Многие годы в Гжели проводился международный пробег на приз Логинова В.М. 
Скончался 29 октября 2009 года в посёлке Гжель Раменского района Московской области, похоронен на Речицком новом кладбище.
Был дважды женат (первая супруга - преподаватель химии, вторая - искусствовед). Отец четырех дочерей.

## Награды
- Медаль «Серп и Молот» (30.04.1991)
- Орден Ленина (30.04.1991)
- Орден Трудового Красного Знамени (04.08.1986)
- Орден «Знак Почёта» (21.02.1974)

### Звания
- Заслуженный работник культуры Российской Федерации (1996[4])
- Почетный гражданин Раменского района (2001)[6]

### Премии
- Государственная премия СССР (1991)
- Премия Правительства Российской Федерации в области образования (1996)

## Основные труды В.М. Логинова
1. Логинов, В. М. Новь древней Гжели / В. М. Логинов; [Предисл. В. К. Успенского]. - Москва : Моск. рабочий, 1986. - 110 с.
2. Логинов, В. М. Эта звонкая сказка-Гжель / Виктор Логинов, Юрий Скальский. - Москва : ТОО "Сварог" : Об-ние "Гжель", 1994. - 190 с.
3. Логинов, В. М. Организационно-педагогические условия развития эстетического образования молодежи в регионе народного промысла (на примере промысла Гжель) : автореферат ... кандидата педагогических наук в форме научного доклада: 13.00.01 - Москва, 1995. - 31 с. Научные руководители - А.М. Новиков и С.П. Пимчев.
4. Истоки : (Сб. авт. публ. из жизни нар. художеств. промысла "Гжель") / [Сост. В. М. Логинов, А. А. Андреева]. - Москва : ТОО "Специалист" : Об-ние "Гжель", 1996. - 158 с.
5. Логинов, В. М. Социально-профессиональное становление молодежи в образовательном комплексе малого города : На примере города Гжель : диссертация ... доктора педагогических наук : 13.00.01. - Казань, 2000. - 436 с. Научный консультант - Г.В. Мухаметзянова.
6. Логинов, В. М. И ваши дни благословенны… : документально-художественное повествование / Виктор Логинов, Юрий Скальский. - Москва : Алгоритм, 2001. - 333 с.
7. Русович-Югай, Нам Сун. Пестроцветные глины Гжельского месторождения / Русович-Югай Н. С., Логинов В. М. ; под ред. Г. Н. Масленниковой. - Москва : Стройматериалы, 2011. - 123 с.